# Период Бубалус

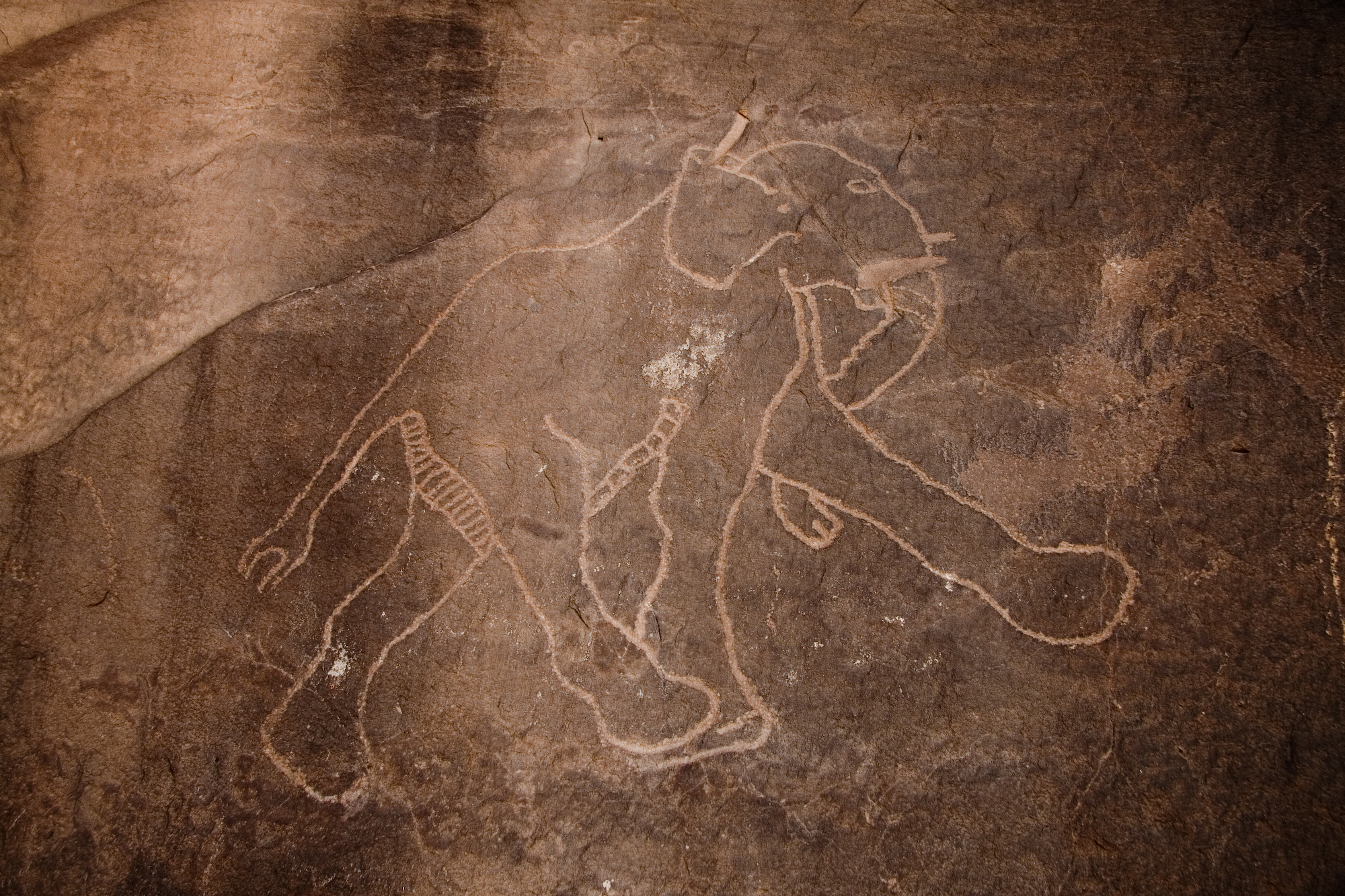
Наскальное изображение слона, найденное в области Тадрарт-Акакус в Ливии, отражает драматические климатические изменения на территории Сахары.

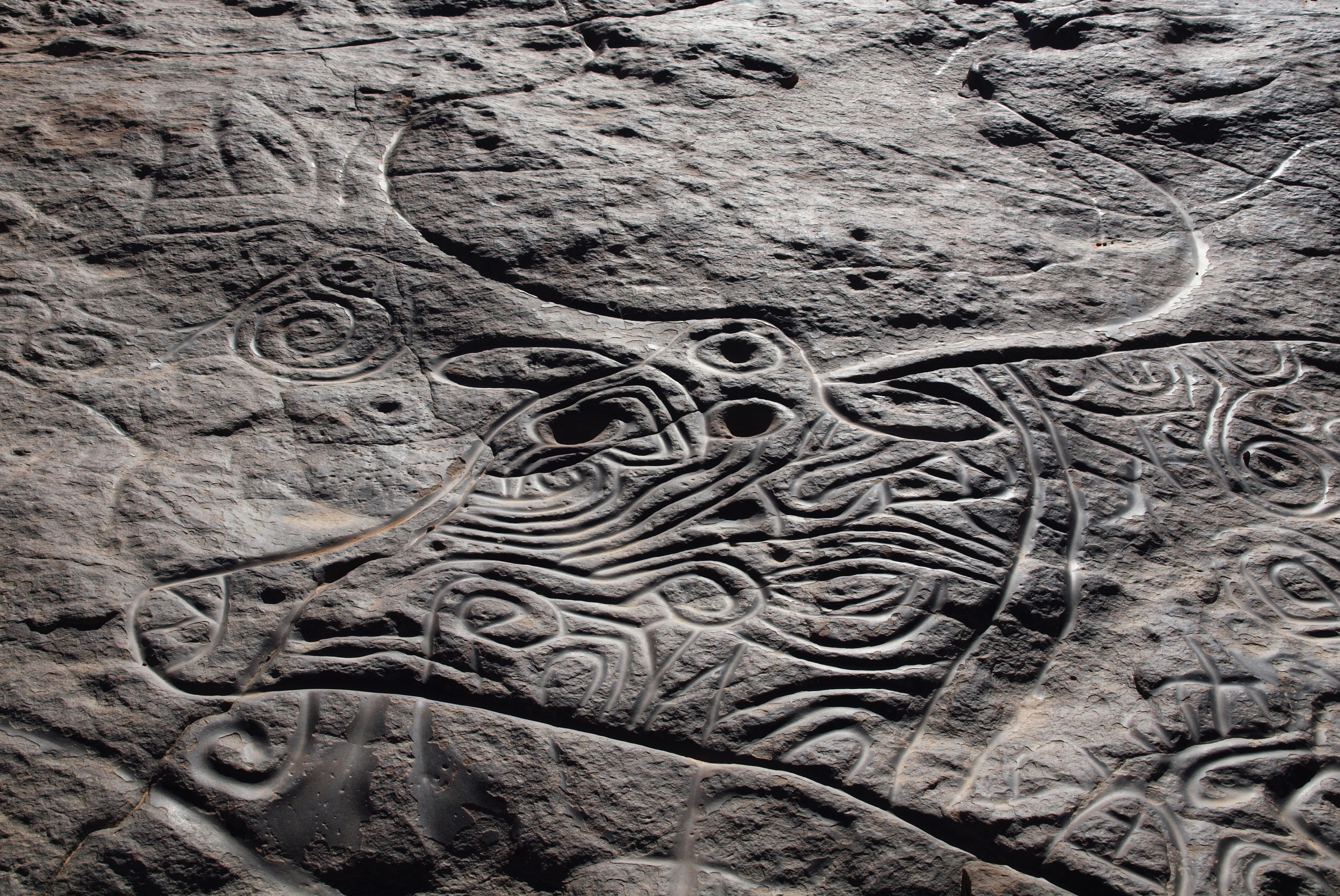

Период Бубалус — наиболее ранний период сахарского наскального искусства. Искусство этого периода датируется 10 000—6000 годами до н. э. Большая часть искусства данного периода состоит из выбитых на камне натуралистических крупномасштабных изображений животных (многие из которых в настоящее время в Сахаре не встречаются). Иногда встречаются фигуры людей, вооружённых палками, дротиками, топорами и луками, однако изображения копий не встречаются ни разу.